# Csiky Viktor
Csiky Viktor (csíksomlyói) (Marosvásárhely, 1839 – Marosvásárhely, 1924) jogász, egyetemi tanár, dékán és rektor.

## Életpályája
A gimnáziumot szülővárosában, a jogot pedig Bécsben végezte. 1865-től ügyvéd Aradon,  1867-től a kolozsvári jogakadadémián az egyház- és a hűbérjog rendkívüli tanára. Az 1872-ben alakult kolozsvári egyetemen  ugyancsak az egyház- és hűbérjog rendes tanára.  1874–1875-ben dékán (1875–1876-ban, a szokásnak megfelelően, prodékán),  1884–1885-ben az egyetem rektora, a következő tanévben prorektora. 1876-ban az Erdélyi Római Katolikus Státus igazgatótanácsának tagjává választották. 1899 őszén nyugdíjazták.
Gazdag közéleti tevékenységet is folytatott: 1868-ban választmányi tagja az alakuló Kolozsvári Körnek (amely a Polgári Társalkodó helyébe lépett), 1872-ben alelnöke, 1896-ban pedig a Nemzeti Kaszinó Kolozsvárt néven újjáalakult kör választmányi tagja.
1898-ban az EMKE választmányi tagja.
Kutatási területe a katolikus egyházjog.
Oktatott tantárgyaiból:
- egyházjog, különös tekintettel a magyar egyházra;
- katolikus egyházjog;
- hűbérjog;
- a hűbérjog befolyása a nyugat-európai államok alakulás- és fejlődésére;
- a hűbérjog rendszere;
- házasságjog, a katolikus egyház szerint;
- az egyházi jog forrásainak története;
- egyházi büntető eljárás történelmi kifejlődésében.

„A kolozsvári kir. Ferenc József Tudományegyetem – aránylag rövid életpályáján – az utóbbi értelemben vett örvendetes, fontos, bátran mondhatom korszakot alkotó fordulóponthoz jutott el – ha nem csalódom, a kezdet nehézségeivel folytatott küzdelmet befejezettnek tekinthetjük; egyetemünk egy új aera küszöbén áll, mely szebb jövőt és biztosabb sikert helyez kilátásba. (…) Emellett szólnak még számos tények: így például a budapesti egyetem a tanárai sorában beállott hézagok pótlására rendszerint innen nyer hivatott erőket – végzett hallgatóink a gyakorlati élet különböző pályáin nemcsak jól megállják helyüket, de többen közülük már a tudományos téren is állást és nevet vívtak ki maguknak…”